# Reial Societat de Futbol B
La Reial Societat de Futbol "B" (també coneguda com a Sanse) és un club de futbol amb seu a Sant Sebastià, a la comunitat autònoma del País Basc. Fundat l'any 1955, és l'equip filial de la Reial Societat i juga a Primera Divisió RFEF – Grup 2, i celebra els partits a casa al Campo José Luis Orbegozo amb 2.500 espectadors dins les Instal·lacions de Zubieta.
A diferència de països com Anglaterra, els equips filials a Espanya juguen a la mateixa piràmide de futbol que el seu equip sènior en lloc d'una lliga separada. Tanmateix, els equips de reserva no poden jugar a la mateixa divisió que el seu equip sènior. Per tant, l'equip no és apte per a l'ascens a la primera divisió, la divisió en què juga l'equip principal. Tampoc els equips de reserva ja no poden entrar a la Copa del Rei.

## Història
L'origen de l'equip data de l'any 1952 quan l'equip juvenil de la Reial Societat va quedar subcampió de la Copa del Rei Juvenil i la junta directiva del club va intentar salvar la bretxa entre els talentosos adolescents i l'equip sènior: es va introduir el concepte de Reial Societat de Futbol Júnior., però els problemes econòmics van retardar el seu primer partit oficial fins al 1955, immediatament després que el juvenil guanyés la Copa Juvenil. Després d'aconseguir ràpidament l'ascens a la tercera categoria per formar part de la piràmide del futbol nacional, va ser necessari un canvi de nom per diferenciar-los del sènior, i es va optar per al San Sebastián Club de Fútbol. Van arribar per primera vegada a la segona divisió l'any 1959–60, i van aconseguir la millor classificació de la seva història després d'acabar en cinquè lloc dos anys més tard; tanmateix, com que la plantilla principal va baixar de la primera divisió, el Sant Sebastià va ser inelegible per a l'ascens, i va baixar.
El 1980, Sanse va ascendir a la recentment creada Segona Divisió B, romanent en aquesta categoria durant 17 temporades consecutives. Després van fluctuar entre la tercera i la quarta classificació, arribant als playoffs d'ascens del primer el 1991 i el 2006 però posteriorment es van quedar curts. L'any 1992, un canvi de reglament va obligar l'equip a canviar de nom, i va passar a anomenar-se Reial Societat de Futbol B. El reglament de la Liga de Fútbol Professional prohibeix als clubs B tenir noms diferents del club matriu, amb excepcions el Reial Madrid Castella i el Sevilla Atlètic. En celebrar el seu 50è aniversari el 2007, l'equip havia utilitzat 486 jugadors, preparant-ne desenes per representar el primer equip, inclosa la gran majoria de la plantilla que va guanyar el campionat d'Espanya dues vegades consecutives (1980–81 i 1981–82).
Un canvi en l'estructura del club a partir del 2016 va suposar que la majoria dels jugadors del Sanse ascendirien des d'un nou filial, la Reial Societat C (abans coneguda com a Berio), que jugaria a Tercera Divisió amb titulats sub-20 del planter del club. L'equip de la Reial Societat C ha de jugar almenys una divisió per sota de la Reial Societat B.
A la temporada 2017-18, l'equip va acabar tercer al grup 2. La temporada 2020-21, el Sanse va guanyar el seu grup i va aconseguir l'ascens a segona divisió 59 anys des de la seva última aparició, després de derrotar l'Algesires a la final del play-off d'ascens. El 22 de maig de 2022, Sanse va tornar a baixar a la tercera categoria després d'una sola temporada a la segona.

### Noms del club
- Real Sociedad de Fútbol Junior – (1955–57)
- San Sebastián Club de Fútbol – (1957–91)
- Real Sociedad de Fútbol "B" – (1991–92)
- Real Sociedad de Fútbol, S.A.D. "B" – (1992–)

## Temporada a temporada
- Com a filial de la Reial Societat

| Temporada | Nivell | Divisió | Lloc | Copa del Rei |
| --------- | ------ | ------- | ---- | ------------ |
| 1956–57   | 4      | 1a Reg. | 4t   |              |
| 1957–58   | 3      | 3a      | 5è   |              |
| 1958–59   | 3      | 3a      | 3r   |              |
| 1959–60   | 3      | 3a      | 1r   |              |
| 1960–61   | 2      | 2a      | 9è   |              |
| 1961–62   | 2      | 2a      | 5è   |              |
| 1962–63   | 3      | 3a      | 9è   |              |
| 1963–64   | 3      | 3a      | 5è   |              |
| 1964–65   | 3      | 3a      | 13è  |              |
| 1965–66   | 3      | 3a      | 8è   |              |
| 1966–67   | 3      | 3a      | 11è  |              |
| 1967–68   | 3      | 3a      | 5è   |              |
| 1968–69   | 3      | 3a      | 4t   |              |
| 1969–70   | 3      | 3a      | 3r   |              |
| 1970–71   | 3      | 3a      | 8è   |              |
| 1971–72   | 3      | 3a      | 6è   |              |
| 1972–73   | 3      | 3a      | 8è   |              |
| 1973–74   | 3      | 3a      | 10è  |              |

| Temporada | Nivell | Divisió | Lloc | Copa del Rei |
| --------- | ------ | ------- | ---- | ------------ |
| 1974–75   | 3      | 3a      | 6è   |              |
| 1975–76   | 3      | 3a      | 7è   |              |
| 1976–77   | 3      | 3a      | 12è  |              |
| 1977–78   | 4      | 3a      | 3r   |              |
| 1978–79   | 4      | 3a      | 3r   |              |
| 1979–80   | 4      | 3a      | 1r   |              |
| 1980–81   | 3      | 2a B    | 8è   |              |
| 1981–82   | 3      | 2a B    | 11è  |              |
| 1982–83   | 3      | 2a B    | 6è   |              |
| 1983–84   | 3      | 2a B    | 9è   |              |
| 1984–85   | 3      | 2a B    | 17è  |              |
| 1985–86   | 3      | 2a B    | 8è   |              |
| 1986–87   | 3      | 2a B    | 15è  |              |
| 1987–88   | 3      | 2a B    | 6è   |              |
| 1988–89   | 3      | 2a B    | 3r   |              |
| 1989–90   | 3      | 2a B    | 5è   |              |
| 1990–91   | 3      | 2a B    | 4t   | DNP          |

| Temporada | Nivell | Divisió | Lloc |
| --------- | ------ | ------- | ---- |
| 1991–92   | 3      | 2a B    | 8è   |
| 1992–93   | 3      | 2a B    | 9è   |
| 1993–94   | 3      | 2a B    | 7è   |
| 1994–95   | 3      | 2a B    | 10è  |
| 1995–96   | 3      | 2a B    | 13è  |
| 1996–97   | 3      | 2a B    | 17è  |
| 1997–98   | 4      | 3a      | 3r   |
| 1998–99   | 4      | 3a      | 1r   |
| 1999–2000 | 4      | 3a      | 1r   |
| 2000–01   | 4      | 3a      | 2n   |
| 2001–02   | 3      | 2a B    | 17è  |
| 2002–03   | 4      | 3a      | 2n   |
| 2003–04   | 3      | 2a B    | 10è  |
| 2004–05   | 3      | 2a B    | 5è   |
| 2005–06   | 3      | 2a B    | 2n   |
| 2006–07   | 3      | 2a B    | 7è   |
| 2007–08   | 3      | 2a B    | 12è  |
| 2008–09   | 3      | 2a B    | 18è  |
| 2009–10   | 4      | 3a      | 1r   |
| 2010–11   | 3      | 2a B    | 11è  |

| Temporada | Nivell | Divisió | Lloc    |
| --------- | ------ | ------- | ------- |
| 2011–12   | 3      | 2a B    | 12è     |
| 2012–13   | 3      | 2a B    | 11è     |
| 2013–14   | 3      | 2a B    | 12è     |
| 2014–15   | 3      | 2a B    | 14t     |
| 2015–16   | 3      | 2a B    | 7è      |
| 2016–17   | 3      | 2a B    | 10è     |
| 2017–18   | 3      | 2a B    | 3r      |
| 2018–19   | 3      | 2a B    | 12è     |
| 2019–20   | 3      | 2a B    | 5è      |
| 2020–21   | 3      | 2a B    | 1r / 1r |
| 2021–22   | 2      | 2a      | 20è     |
| 2022–23   | 3      | 1a RFEF |         |

- 3 temporades a Segona Divisió
- 1 temporada a Primera Divisió RFEF
- 35 temporades a Segona Divisió B
- 27 temporades a Tercera Divisió

## Palmarès
- Segona Divisió B:

Campió:  2020–21 
- Tercera Divisió :

Guanyadors:  1959–60 
Guanyadors:  1979–80,  1998–99,  1999–2000,  

## Estadi
La Reial Societat B celebra els partits a casa a les Instalaciones de Zubieta, amb 2.500 espectadors.
En aquestes instal·lacions s'entrenen jugadors tant del primer com del segon equip, i els jugadors de Sanse reben el sobrenom de "Potrillos" (" Cots ") ja que els terrenys es troben a prop de l' hipòdrom de la ciutat.

## Antics entrenadors
| - Imanol Alguacil - Periko Alonso - José Ramón Eizmendi | - Imanol Idiakez - Meho Kodro - Asier Santana |